# Champcenest
Champcenest ist eine französische Gemeinde im Département Seine-et-Marne in der Region Île-de-France. Sie gehört zum Arrondissement Provins und zum Kanton Provins (bis 2015 Kanton Villiers-Saint-Georges).

## Geographie
Umgeben ist Champcenest von den Gemeinden Beton-Bazoches im Nordwesten, Courtacon im Norden, Les Marêts im Osten, Rupéreux im Südosten, Courchamp im Süden, Saint-Hilliers im Südwesten sowie Bezalles im Westen.

## Bevölkerungsentwicklung
| Jahr      | 1962 | 1968 | 1975 | 1982 | 1990 | 1999 | 2008 | 2013 |
| --------- | ---- | ---- | ---- | ---- | ---- | ---- | ---- | ---- |
| Einwohner | 204  | 172  | 117  | 156  | 114  | 116  | 126  | 180  |

## Sehenswürdigkeiten
- Kirche Saint-Marin, Monument historique

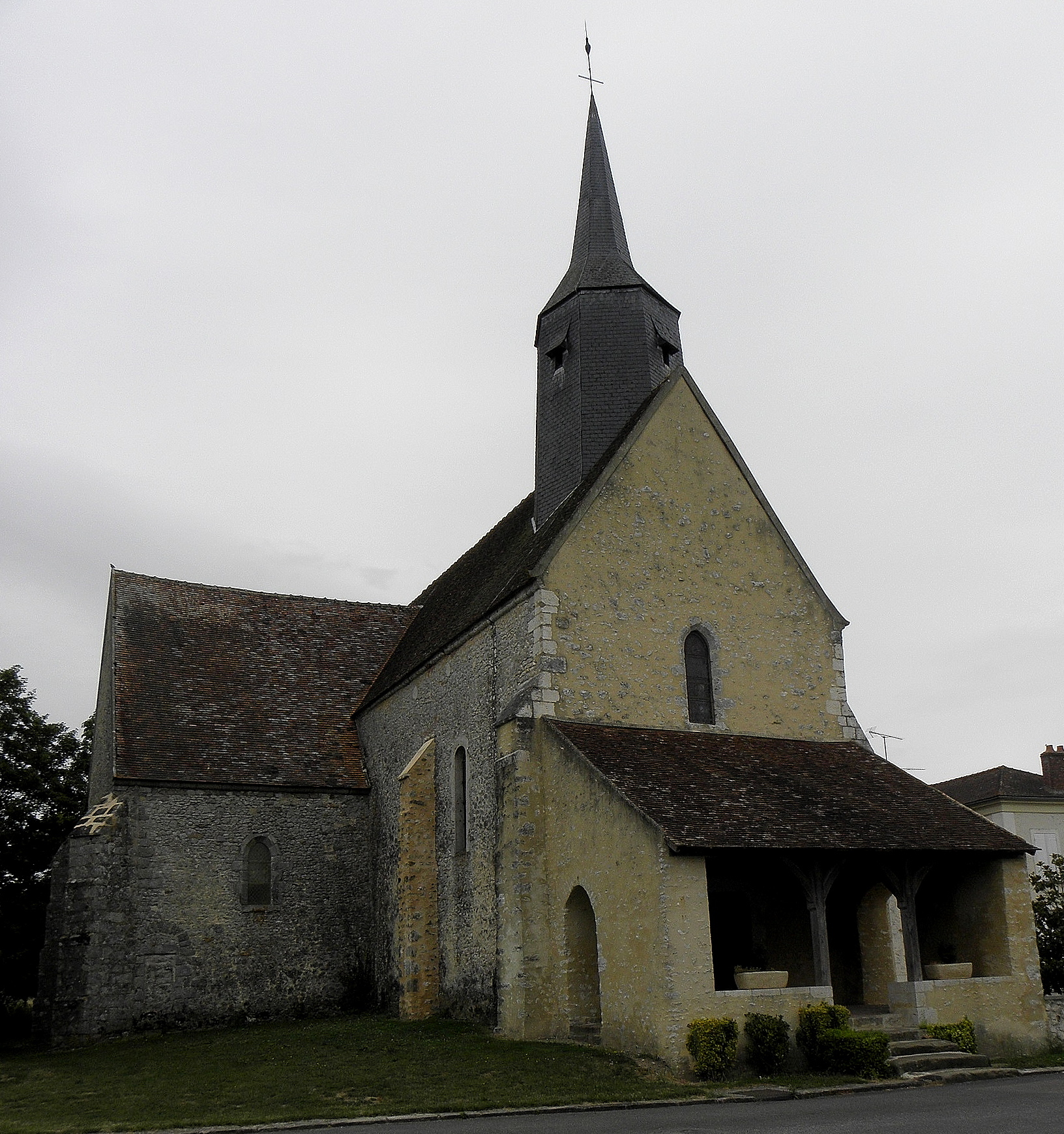
Kirche Saint-Martin